# Tercera Travesía del Tajo
La Tercera Travesía del Tajo es un proyecto de un nuevo puente carretero-ferroviario que unirá la ciudad de Lisboa con la margen sur del estuario del río Tajo en Portugal.

## Características
Esta obra unirá las ciudades de Chelas, en la costa norte, y Barreiro, en la orilla sur del Tajo. Tendrá una longitud aproximada de unos 15 km y sus pilonas una altura de 198 m, convirtiéndose en una de las estructuras más altas en Portugal.
El puente será para automóviles y ferrocarriles. El tablero dispondrá de tres a cuatro carriles en cada sentido y cuatro vías de ferrocarril, dos serán utilizadas para un servicio de alta velocidad y otras dos para servicios de pasajeros de la compañía Comboios de Portugal.

## Historia
La ubicación de la travesía se publicó en 2008.
En julio de 2009, Fertagus, operadora de ferrocarril de pasajeros en la margen sur, presentó una propuesta para la concesión del tráfico ferroviario en la travesía, justificando esta decisión con el hecho de que con este puente es posible conectar la capital con Barreiro en apenas 30 minutos. Esta moción se presentó poco después de la presentación de la compañía de ferrocarriles Comboios de Portugal
En noviembre de 2009, la Travesía ha sido aprobada por un programa gubernamental presentado en la Asamblea de la República, entre otros proyectos públicos.
En enero de 2010, Rede Ferroviária de Alta Velocidade anunció la licitación pública internacional para la provisión de infraestructura ferroviaria para la línea de alta velocidad entre Poceirão y Lisboa, en la que se incluye la Tercera Travesía del Tajo, con el objetivo de conectar Barreiro y la capital.